# E wie einfach
Die E wie einfach GmbH ist ein deutscher bundesweiter Strom- und Gasanbieter mit Sitz in Köln. Das 100-prozentige Tochterunternehmen der E.ON Beteiligungen GmbH (die eine Tochter der E.ON SE ist) bietet Ökostrom und Erdgas für private Haushalte sowie kleine und mittlere Unternehmen an.

## Geschichte
Im Februar 2007 gründete E.ON die Discount-Tochter mit Sitz in Köln. Das Unternehmen war zu der Zeit der einzige Versorger, der Strom und Gas für private Haushalte bundesweit anbot. Diverse Strom- und Gastarife werden nach wie vor angeboten. Bei den Tarifen werden Bundleangebote in Kooperation mit anderen Anbietern (in der Vergangenheit zum Beispiel Sony, Netflix und Eis.de) angeboten.
Die Tarife werden über die eigene Internetseite sowie über Callcenter, unterschiedliche Vertriebskooperationspartner, Direktvertrieb, Preisvergleichsportale sowie unterschiedliche online-basierte Kampagnenformate angeboten.
Der bereitgestellte Strom wird dabei vollständig aus Anlagen regenerativer Stromerzeugung gewonnen. Die angebotenen Gastarife werden durch Klimaschutzprojekte kompensiert.

## Kritik
Im Februar und März 2012 schaltete E wie einfach eine Reihe Werbespots, einer davon mit dem Titel „Einschlafen“ zeigt ein Pärchen, das gemeinsam im Bett liegt. Als die Frau äußert, sie könne nicht einschlafen, verpasst der Mann ihr eine Kopfnuss. Eine Off-Stimme sagt daraufhin: „Ist doch ganz einfach!“ Der Werbefilm stieß bei vielen Menschen auf Kritik, da er unter anderem Gewalt in der Partnerschaft und die Unterdrückung der Frau verherrliche. Allerdings gab es auch positive Rückmeldungen und viele Internetnutzer reagierten mit Unverständnis auf die Kritik an dem Spot.
Die Bundesnetzagentur hat im Jahr 2018 gegen die E wie einfach GmbH wegen unerlaubter Werbeanrufe ein Bußgeld in Höhe von 140.000 Euro verhängt. Hintergrund waren massive Beschwerden von Verbrauchern darüber, dass das Unternehmen bundesweit Verträge für Strom und Gas telefonisch beworben hatte, ohne dass wirksame Werbeeinverständniserklärungen vorlagen.

## Projekte
2021 hat E wie einfach das Projekt #artfortrees ins Leben gerufen. In Zusammenarbeit mit der Urban Shit Gallery in Hamburg haben Street-Art-Künstler Baumsäcke gestaltet, um Bäume im Sommer vor Trockenheit zu schützen. Gemeinsam mit der Initiative „Gießkannheld:innen“ wurden in Essen Straßenbäume mit Bewässerungssäcken ausgestattet. Im Juli 2022 hat E wie einfach die Aktion #artfortrees mit der Live to Love Germany Stiftung auch in Hamburg umgesetzt.
Außerdem unterstützt E wie einfach durch das Start-up Hektar Nektar Imker in ganz Deutschland. Unter anderem werden Projekte in Bremen, Duisburg und Nürnberg gefördert. Zudem wurden 2022 50.000 Bienen in Bergisch Gladbach angesiedelt.
E wie einfach unterstützt verschiedene Klimaschutzprojekte im Rahmen der CO2-Kompensation (Gastarife und weitere Maßnahmen) wie das Wasserkraftprojekt am Rio Jordao in Brasilien, Projekte für sauberes Trinkwasser in Manica, Sofala und Tete in Mosambik sowie ein internationales Projekt für Klima- und Meeresschutz.

## E-Sports
Anfang 2021 übernahm E wie einfach das von Innogy gegründete E-Sports-Team OP innogy und spielt nun unter dem Namen E wie einfach E-Sports in der League of Legends Division 1 der Prime League.

## Auszeichnungen
- 2020: „Beste Arbeitgeber im kleinen Mittelstand 2020“ und „Beste Arbeitgeber in NRW 2020“ des internationalen Forschungs- und Beratungsinstituts Great Place To Work[36][37]
- 2022: „Exzellente Nachhaltigkeit“ und „Innovationschampion in der Nachhaltigkeit“ des F.A.Z.-Instituts in der Kategorie „Überregionale Energieversorger“[38][39]
- 2022: „Deutschlands beste Apps“ des F.A.Z.-Instituts in der Kategorie „Energieversorgung“ (Auszeichnung der E-wie-einfach-App)[40]
- 2022: „Sehr hohes Kundenvertrauen“ der Wirtschaftswoche in der Kategorie „Energieversorger – bundesweit“[41]
- 2022: „Deutschlands Kundenchampions 2022“ des F.A.Z.-Instituts, der Deutschen Gesellschaft für Qualität e. V. (DGQ) und des 2HMforums in den Kategorien „Top 3 Stromanbieter“ und „Kategorie B2C – unter 50 Mitarbeiter“ (jeweils Gesamtsieger)[42][43]
- 2022: „Herausragend“ von Focus Money in der Kategorie „Energieversorger“[44]
- 2022: „Bester Online-Vertragsabschluss“ und erster Platz in der Kategorie „Öko-Energieversorgung“ von CHIP[45]
- 2022: „Digital Champions“ von „Die Welt“ in der Kategorie „Energieversorger“[46]